# George D. Zamka
George David "Zambo" Zamka, född 29 juni 1962 i Jersey City, New Jersey, är en amerikansk astronaut uttagen i astronautgrupp 17 den 4 juni 1998.

## Rymdfärder
- Discovery - STS-120
- Endeavour - STS-130